# Anna Karenina (ópera)
Anna Karenina es una ópera en dos actos con música de David Carlson, basada en la novela Ana Karenina de León Tolstói. Esta pieza lírica fue encargada por la Grand Opera de Florida para celebrar la inauguración en el 2007 del Teatro de Ópera y Ballet Ziff  en el Adrienne Arsht Center for the Performing Arts, y al tiempo por el Teatro de Ópera de San Luis.  El libreto es del director británico Colin Graham, originalmente previsto para una ópera de Benjamin Britten encargada por el Teatro Bolshói (el proyecto se canceló por el británico después de la invasión de Checoslovaquia por tropas del Pacto de Varsovia). Graham iba a dirigir la producción original; después de su muerte sólo semanas antes de la noche del estreno, asumió la dirección Mark Streshinsky.  La ópera tiene dos actos, con prólogo y epílogo y dura justo dos horas.
En las estadísticas de Operabase aparece con dos representaciones en el período 2005-2010, siendo la más representada de David Carlson.